# Medea (målning)
Medea (franska: Médée eller Médée furieuse) är en oljemålning av den franske romantiske konstnären Eugène Delacroix. Den målades 1838 och är sedan 1839 utställd på Palais des Beaux-Arts i Lille. Museet äger även en förberedande skiss. Delacroix målade 1862 en mindre (122 x 84 cm) kopia i olja av samma motiv som sedan 1902 ingår i Louvrens samlingar i Paris. 
Målningen föreställer en scen ur den grekiska mytologin som bland annat återgivits av Euripides i tragedin Medea. När Jason lämnar Medea för den korinthiska prinsessan Kreusa blir Medea så ursinnig att hon beslutar sig för att hämnas genom att mörda deras två gemensamma söner. I Dealcroix målning, som har en pyramidformad komposition, avbildas Medea när hon vänder sig om med en jagad blick.  

## Andra versioner

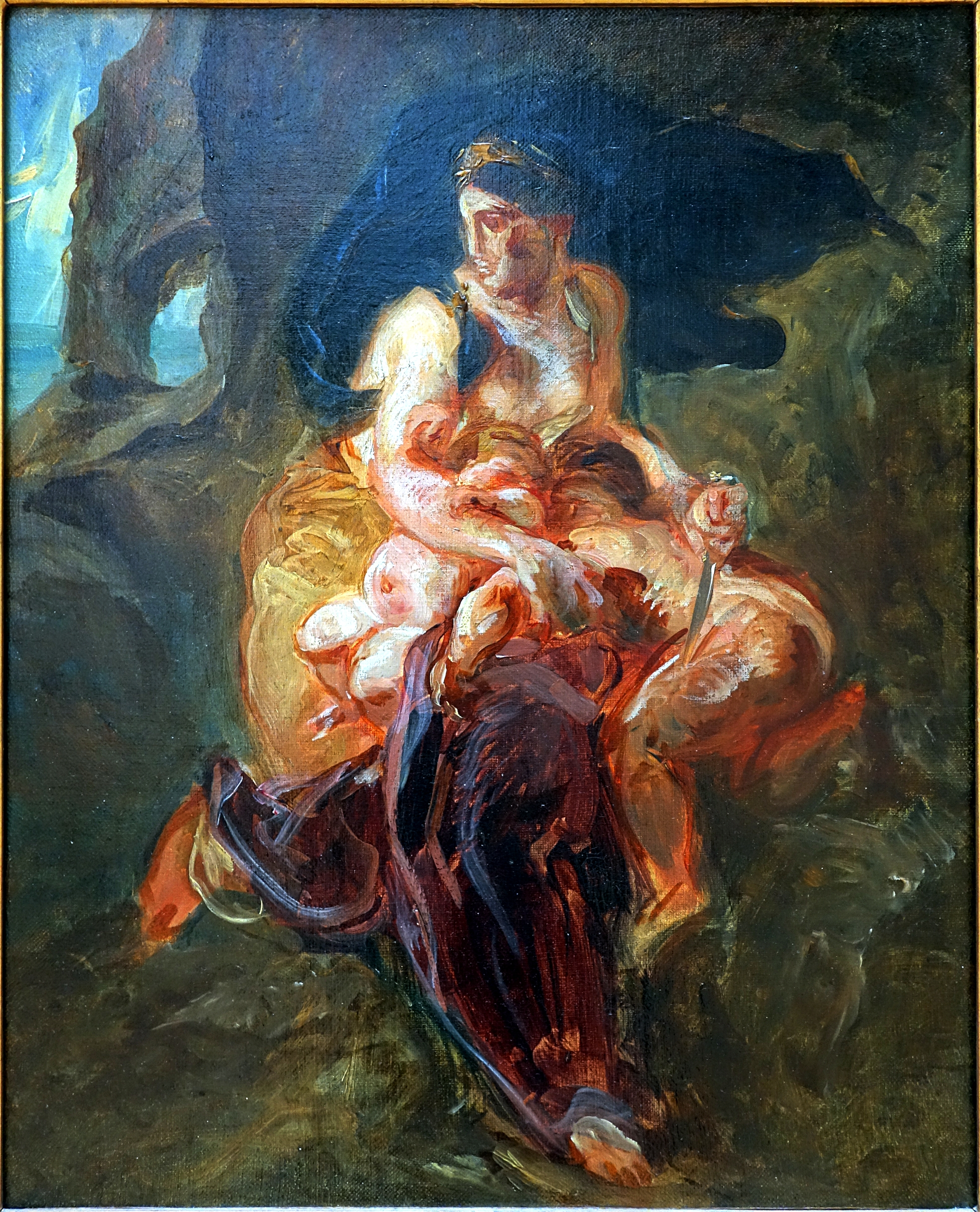
Skissen i Lille.
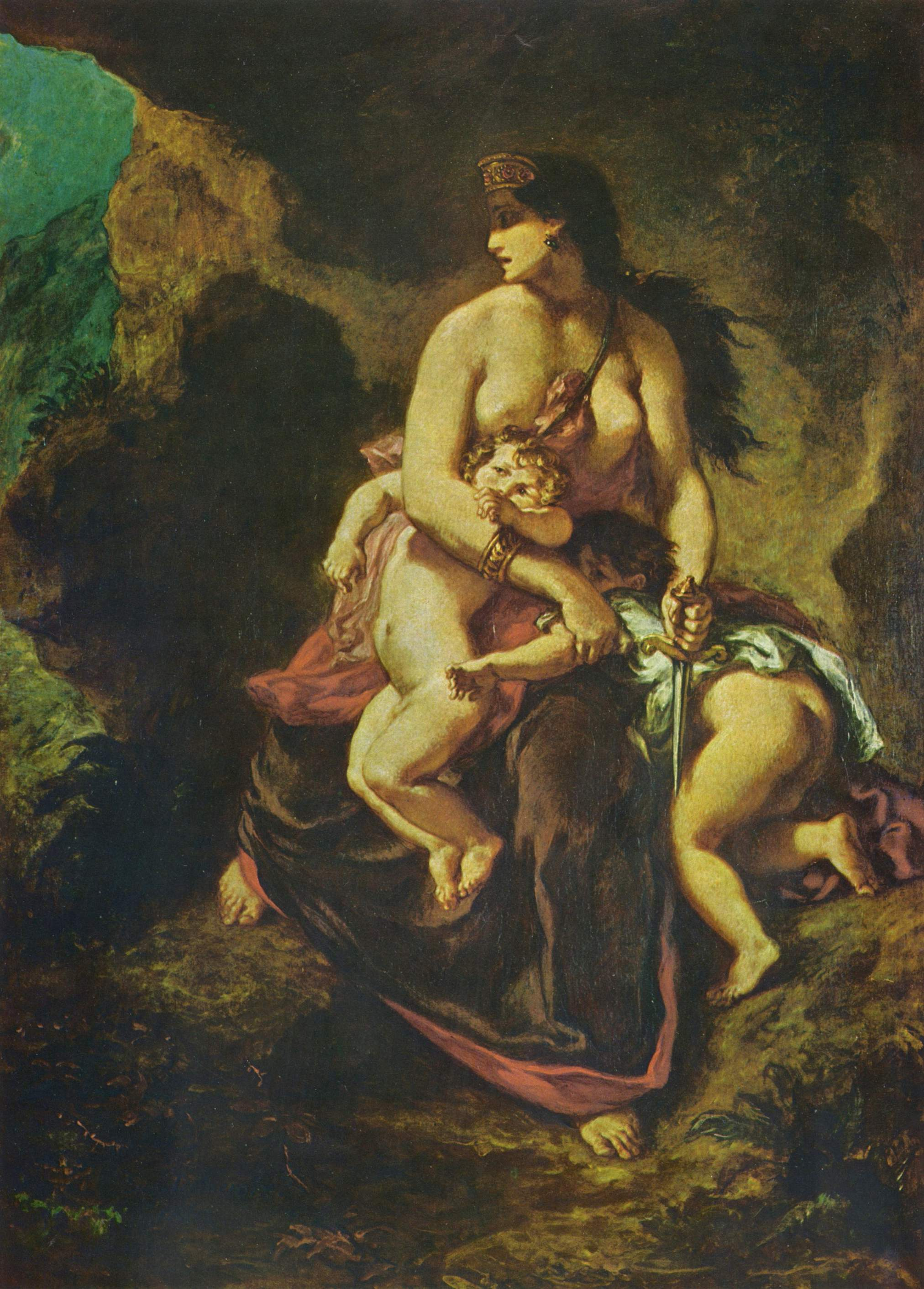
Version från 1862 på Louvren.
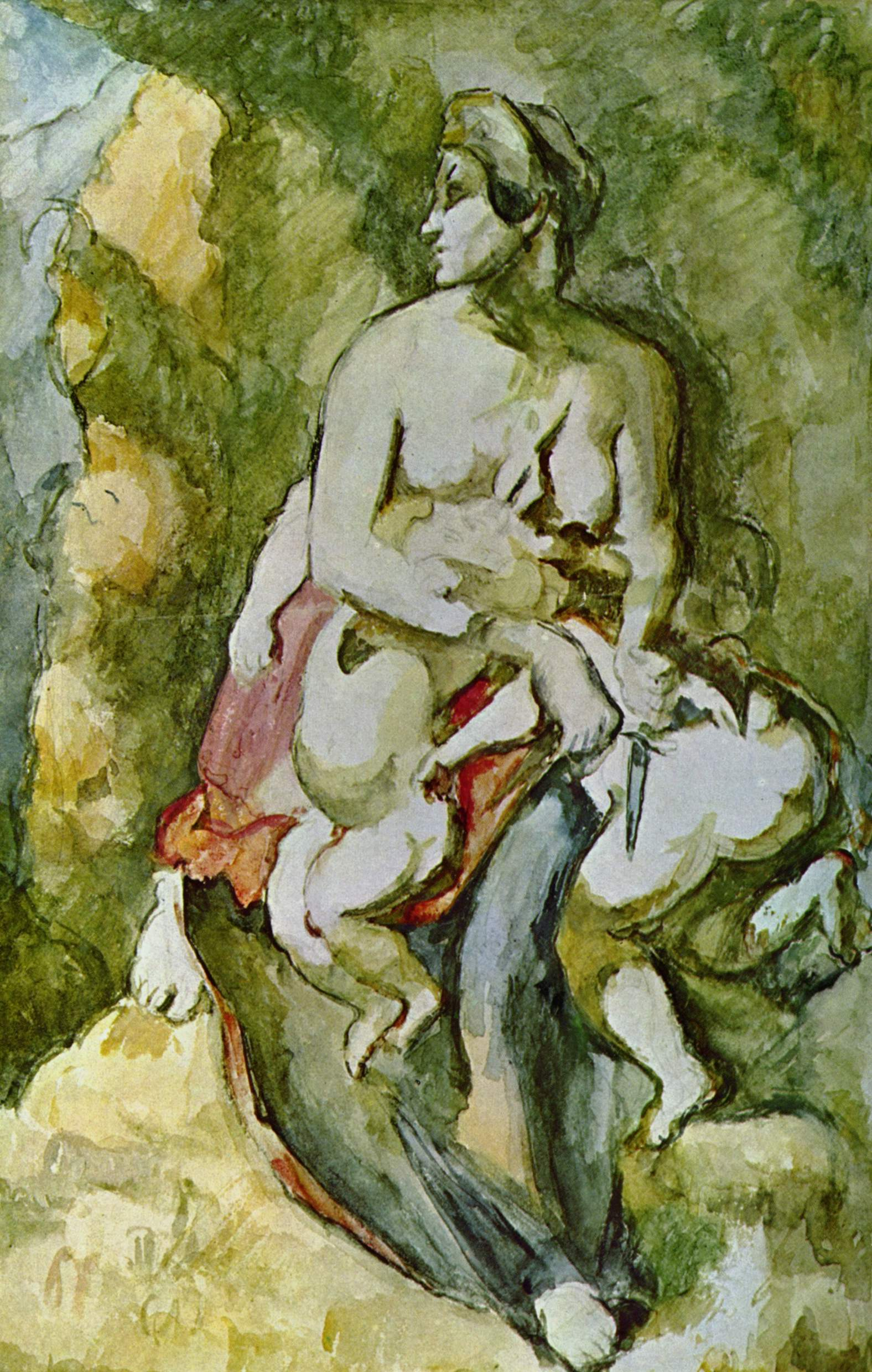
Paul Cézannes kopia av Delacroix målning. den är från 1880–1885 och är utställd på Kunsthaus Zürich.